# Mache-Chindul Ecological Reserve
Mache-Chindul Ecological Reserve är ett naturreservat i Ecuador.   Det ligger i kantonen Cantón Quinindé och provinsen Esmeraldas, i den nordvästra delen av landet, 160 km nordväst om huvudstaden Quito.